# Distrito das Ilhas (Hong Kong)
O Distrito das Ilhas é um dos dezoito distritos de Hong Kong e um dos nove que compõem os Novos Territórios. Com uma península e 236 ilhas, a sua área é de 175,03 km², o que corresponde a 16% da área de Hong Kong.
Segundo os censos de 2001, o Distrito das Ilhas tem 86.667 habitantes, o que corresponde a uma densidade populacional (ou população relativa) de 783 hab/km² e a apenas 2% da população de Hong Kong.
Muitas das ilhas de Hong Kong não fazem parte do Distrito das Ilhas. A própria Ilha de Hong Kong tem quatro distritos dentro da sua área.